# Нарекаванк
Нарекаванк (арм. Նարեկավանք, также известный как монастырь Нарек) — утраченный армянский монастырь X века в селении Нарек, расположенном у южного берега озера Ван (ныне Турция). Известен тем, что в нём учился святой Григор Нарекаци. Разрушен в 1915 году. Ныне на его месте построена мечеть.   

## История
Монастырь являлся крупным центром армянской письменности. Наивысшего расцвета достиг в X—XI веках при Анании Нарекаци, а также его ученике Григоре Нарекаци.
Развалины Нарекаванка сравняли с землей, на его месте возвели мечеть, а на месте могилы Нарекаци построен хлев.
Джеймс Рассел в своей работе «Святилище под волнами» пишет:
Когда я впервые посетил Нарек (1994), на холме, где раньше стоял монастырь, строилась уродливая кубическая мечеть. При строительстве использовались камни с крестами, изображенными на них паломниками в Нарекаванк. Остались так же фотографии большого крестообразного камня (арм. хачкар) с равносторонним крестом, возможно, X века, а также многочисленных камней с надписями, которые лежали неподалёку и использовались для переправы через арык. Когда я вернулся (1997), деревенские жители, которые по-прежнему называли деревню Нарик (хотя турки переименовали ее в Емишлик), рассказали, что вскоре после моего отъезда несколько лет назад приехали турецкие правительственные чиновники и раздробили хачкар на куски. Этот акт преднамеренного вандализма характерен для политики, проводимой государствами – наследниками архитекторов геноцида армян.
После смерти жены князь и богослов Хосров Андзеваци отдал в Нарекский монастырь на воспитание своих сыновей Саака, Ованнеса и малолетнего Григора. Позднее Хосрова произвели в сан епископа. Настоятелем монастыря служил Анания Нарекаци, брат деда Григора по материнской линии. В монастыре с богатой библиотекой Григор провёл почти всю жизнь, там он читал античных философов в оригинале, а также труды Отцов Церкви. 

## Устройство монастыря

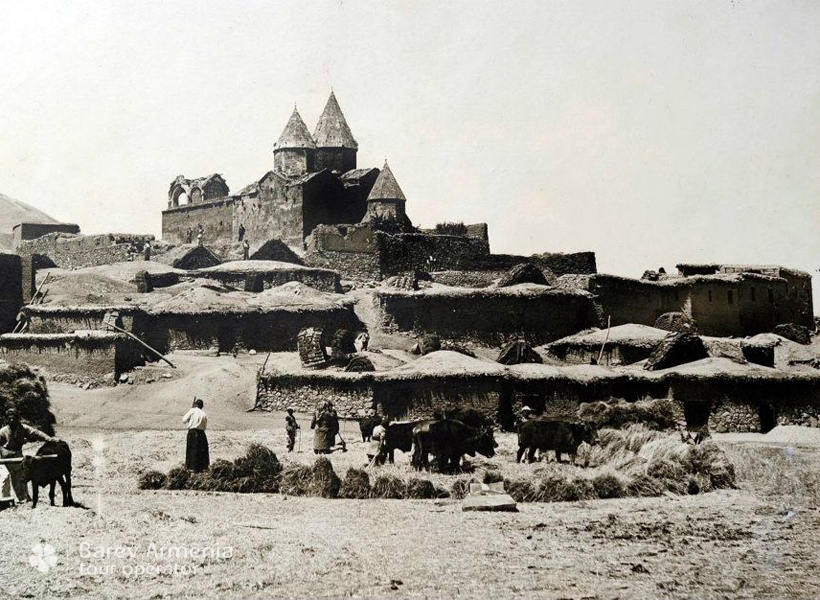
На этой фотографии этнографа Ерванда Лалаяна 1911 года крестьяне пашут поле прямо под стенами Нарекаванка

Главная церковь монастыря посвящена святой Сандухт и представляет собой прямоугольное снаружи, трёхапсидное сооружение. Под южной апсидой, по преданию, покоится святая мученица. С восточной стороны к храму примыкает купольная часовня-усыпальница святого Григора Нарекаци, а с юга — храм святой Богородицы.
В 1707 году монастырский комплекс был капитально отремонтирован, в 1787 году к церквам пристроили просторный притвор, ставший местом упокоения Анании Нарекаци. В 1812 году перед входом в притвор возвели трёхъярусную колокольню. В 1843 году реставрировались купола (архитекторы Сахрат, Мовсес). Обитель благоустроилась в 1858 году. В 1884-м в стенах монастыря открылась семинария, а в 1901-м — школа для детей сирот.